# Route 32 (Oman)
Die Route 32 oder R32 ist eine Fernstraße im Sultanat Oman. Die Fernstraße führt von der Kleinstadt Sinaw über die Rimal Al Wahiba Wüste und die Kleinstadt Duqm bis nach Ras Madrakah am Indischen Ozean.